# Kanton Saint-Alban-sur-Limagnole
Saint-Alban-sur-Limagnole is een kanton van het Franse departement Lozère. Het kanton maakt deel uit van het arrondissement Mende.

## Gemeenten
Het kanton Saint-Alban-sur-Limagnole omvatte tot 2014 de volgende 5 gemeenten:
- Fontans
- Lajo
- Saint-Alban-sur-Limagnole (hoofdplaats)
- Sainte-Eulalie
- Serverette

Na de herindeling van de kantons bij decreet van 25 februari 2014, met uitwerking op 22 maart 2015, omvatte het kanton 20 gemeenten.
Op 1 januari 2019 werden de gemeenten Estables, Rieutort-de-Randon, Saint-Amans en La Villedieu, alsook de gemeente Servières uit het kanton Marvejols samengevoegd tot de fusiegemeente (commune nouvelle) Monts-de-Randon.
Het decreet van 5 maart 2020 heeft de deelgemeente Servières naar het kanton Saint-Alban-sur-Limagnole overgeheveld.
Sindsdien omvat het kanton volgende 17 gemeenten :
- Chastel-Nouvel
- Chaulhac
- Fontans
- Julianges
- Lajo
- Les Laubies
- Le Malzieu-Forain
- Le Malzieu-Ville
- Monts-de-Randon
- Paulhac-en-Margeride
- Saint-Alban-sur-Limagnole
- Saint-Denis-en-Margeride
- Saint-Gal
- Saint-Léger-du-Malzieu
- Saint-Privat-du-Fau
- Sainte-Eulalie
- Serverette